# Heather Kelley
Pour les articles homonymes, voir Kelley.
Heather Kelley, également connue sous le pseudonyme Moboid, est une artiste multimédia et conceptrice de jeux vidéo américaine. Elle est cofondatrice du collectif de jeu expérimental Kokoromi, avec lequel elle produit et organise le festival de jeu Gamma pour faire la promotion des jeux  expérimentaux en tant qu'expression créative dans un contexte social. Elle est régulièrement membre du jury pour différents festivals de jeux d'ordinateur  (comme Indiecade) et oratrice publique lors d’événements liés à la technologie.
Sa carrière dans l'industrie des jeux  inclut des console de jeu AAA next-gen, des jouets interactifs intelligents, des jeux portatifs et des communautés web pour les filles. Elle a créé des projections interactives à l'aide de moteurs de jeu comme Quake et Unreal.
Heather Kelley a été directrice création de l'UNFPA des jeux électroniques pour mettre fin à la violence liée au genre, de l'Emergent Media Center  au Collège Champlain à Burlington, Vermont. Pendant sept ans, Heather sert en tant que coprésidente du groupe d'intérêt spécial de  l'IGDA pour les femmes dans le développement des jeux.
En mai 2014, elle rejoint le Entertainment Technology Center (en) à l'université Carnegie-Mellon en tant que professeure assistante.

## Projets
- Lapis (2005) Lapis est une œuvre d'art interactive de travail conçue pour aider à enseigner aux femmes à atteindre l'orgasme par la simulation de l'effet de la sensation de plaisir sur un dessin animéprésentant une  lapine[4],[5]
- Fabulous/Fabuleux (2008) – collaboration expérimentale d'Art game Lynn Hughes. Fabuleux/Fabuleux[6] a été créée à l'Institut Hexagramme de l'Université Concordia et intègre le jeu dans un corps interactiif à l'aide  d'interface matériellnnalisée "molle"[7].
- Chaleur du corps (2010) – Chaleur du corps est un vibrateur de l'interface de l'iPhone et de l'iPad , qui permet à des écrans tactiles d'être utilisés pour le réglage de la vitesse, l'intensité et le mode de vibration. Le projet a d'abord été présenté à la sex-tech conférence Cul Elektronika en septembre 2010 à San Francisco[8]. La société OhMiBod, qui se spécialise dans la musique pilotée par des vibrateurs, a acheté l'application et l'a rebaptisé "OhMiBod app" au début de 2011[9].
- Joue Le Jeu (2012) – Une exposition à La Gaîté Lyrique à Paris, France[10],[11]. Elle présente de nouvelles formes de jeux et de design de jeux.  L'événement est une exposition de jeu interactif.

## Récompenses
Son concept de jeu Lapis, basé sur la masturbation féminine, est vainqueur en 2006 du MIGS  Game Design Challenge.

## Jeux vidéo
Kelley est crédité sur les jeux suivants :
- Parlons de Moi (1995), Simon & Schuster Interactive
- Thief: Deadly Shadows (2004), Eidos, Inc.
- Tom Clancy's Splinter Cell: Chaos Theory (2005), Ubisoft Inc.
- Star Wars: Lethal Alliance (2006), Ubisoft Inc.
- High School Musical: Makin' la Coupe!  (2007), Disney Interactive Studios
- Aujourd'Hui, Je Meurs (2009)
- Spider: Le Secret de Bryce Manor (2009), le Tigre de Style LLC
- 4 Minutes et 33 Secondes de l'Unicité (2009), Kloonigames Ltd
- Waking Mars (2012), le Tigre de Style LLC
- Fez (2012), Microsoft Studios, Une Trappe, Inc.